# Cap de sa Mola

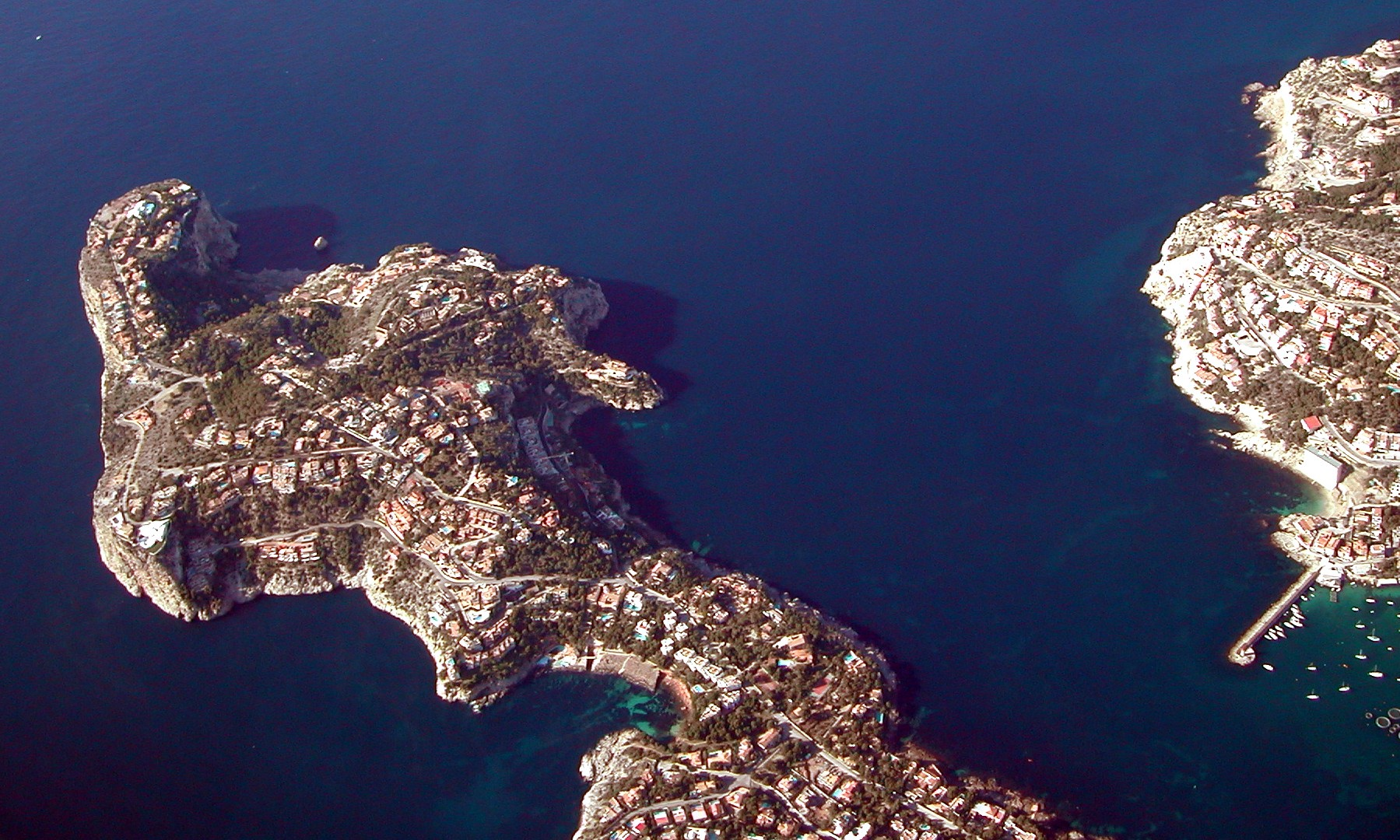
Cap de sa Mola d'Andratx

El Cap de sa Mola és un cap de l'illa de Mallorca. Està a una península situada a la part meridional del Port d'Andratx i acaba a la punta des Frare. Pertany al municipi d'Andratx que està al sud-oest de Mallorca, a la comarca mallorquina de la Serra de Tramuntana.